# Albert Likhanov
Albert Likhanov (en russe : Альбе́рт Анато́льевич Лиха́нов, Albert Anatolievitch Likhanov), né le 13 septembre 1935 en Union soviétique et mort le 25 décembre 2021, est un écrivain russe.

## Biographie
En 1977, il publie La Grande Crue (Pavodok). Selon Claude Mesplède, « le récit qui contient une savoureuse galerie de portraits met le doigt, sans avoir l'air d'y toucher, sur les plaies de la société soviétique de cette époque ». Publié en France dans la collection Spécial police, « il surprit alors plus d'un des fidèles lecteurs de la collection ».

## Œuvre

### Romans traduits en français
- La Grande Crue (Pavodok, 1977) Fleuve noir, coll. « Spécial police » no 1937 (1985)  (ISBN 2-265-02928-9)
- Les Derniers Froids, Éditions Astrée (2015)
- La Réprouvée (Neprochtchenaya), Éditions Astrée (2015)
- Naître personne, La Manufacture de livres (2021)

## Filmographie

### Adaptations
- 1984 : Blagie namereniya, film soviétique réalisé par Andrey Benkendorf
- 1986 : Karusel na bazarnoy ploshchadi, film soviétique réalisé par Nikolai Stambula, adaptation de Golgofa,
- 1987 : Komanda 33, film soviétique réalisé par Nikolai Gusarov, adaptation de Voinsky eshelon

### Scénarios pour le cinéma
- 1977 : Semeynye obstoyatelstva, film soviétique réalisé par Leonid Martynyuk
- 1993 : Poslednie kholoda, film kazahk réalisé par Bulat Iskakov et Bolat Kalymbetov

## Prix et distinctions
- Prix Bounine 2008

## Sources
: document utilisé comme source pour la rédaction de cet article.
- Claude Mesplède (dir.), Dictionnaire des littératures policières, vol. 2 : J - Z, Nantes, Joseph K, coll. « Temps noir », 2007, 1086 p. (ISBN 978-2-910-68645-1, OCLC 315873361), p. 207.